# Aeroportul Tarcoola
Aeroportul Tarcoola (IATA: TAQ, ICAO: YTAR) este un aeroport din Australia de Sud, Australia.
Situat la o altitudine de 122 m, aeroportul dispune de o singură pistă.